# Éter (elemento)
De acordo com a ciência antiga e medieval, o éter (em grego clássico: αἰθήρ, aither), por vezes escrito na forma latina æther e também chamado de quintessência, é o material que preenche a região do universo acima da esfera terrestre. Na idade moderna e contemporânea, o conceito de éter foi usado em várias teorias para explicar vários fenômenos naturais, como a propagação da luz e da gravidade, e foi postulada como uma hipotética substância pela maior parte dos cientistas até o início do século XX, que em síntese defendiam a ideia da inexistência do vácuo na natureza. No final do século XIX, os físicos postularam que o éter permeava todo o espaço, fornecendo um meio através do qual a luz podia viajar no vácuo, mas evidências da presença de um meio não foram encontradas no experimento Michelson-Morley e esse resultado foi interpretado como significando que não existe um tal éter luminífero.

## Origens mitológicas
A palavra αἰθήρ (aithēr) no grego homérico significa "ar puro, fresco" ou "céu limpo". Na mitologia grega, ele era pensado como sendo a essência pura que os deuses respiravam, preenchendo o espaço onde viviam, análogo ao ar respirado por mortais. Era também personificado como Éter, filho de Érebo e Nyx na mitologia grega tradicional. Éter é relacionado a αἴθω "incinerar", e ao intransitivo "queimar, brilhar" (relacionado também é o nome Aithiopes (etíopes; ver Aethiopia), significando "povo com um rosto queimado (negro)").

## Quinto elemento

### Filosofia grega
Muitas vezes relacionada a algo luminoso, a palavra "éter" aparece em Homero, Hesíodo, Empédocles, Anaxágoras, Aristóteles, entre os órfico-pitagóricos, platônicos e os estoicos como algo divino. Para Parmênides, Anaxágoras e os estoicos, era a mais pura camada do fogo; para Empédocles e Platão, a mais pura camada do ar. Parmênides pode ter sido um precursor da afirmação de que a alma era etérea, quando ele concebeu que a região celeste superior era formada pelos princípios Luz e Calor e que ela continha éter, e que a alma partia dela e também se caracterizava pelo Calor. O tratado hipocrático Sobre as Carnes (450-400 a.C.) diz que o Calor é uma substância imortal, onisciente, ao mesmo tempo existindo no presente e futuro, e que é o que "os antigos chamavam éter".

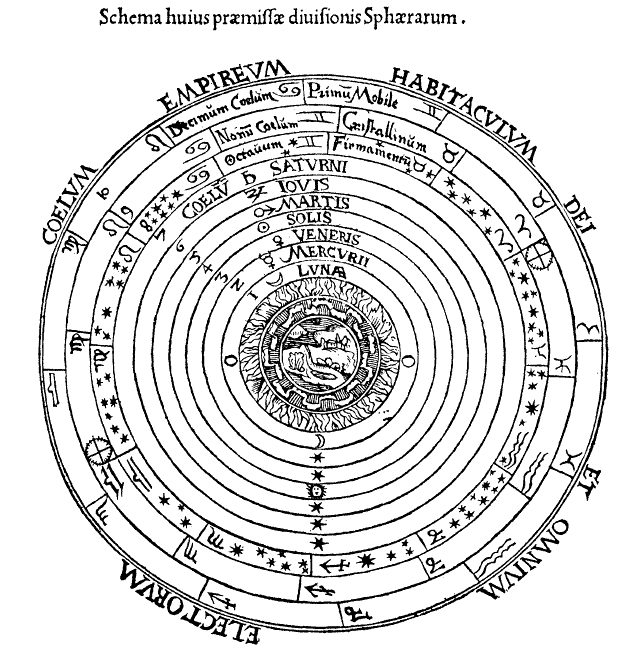
Conceito medieval do cosmos. As esferas mais internas são as esferas terrestres, enquanto as externas são feitas de éter e contêm os corpos celestes

No diálogo de Platão Timeu (58d) falando sobre o ar, Platão menciona que "há o tipo mais translúcido que é chamado pelo nome de éter (αίθηρ)". No Timeu, ele também afirma que um quinto sólido geométrico, o dodecaedro, é o formato do todo cósmico e dos padrões animais astrais, ao mesmo tempo em que entra em conflito com outra afirmação de que a esfera era a forma do cosmos. No platônico Epínomis, um quinto elemento adicionado, o éter, poderia ter sido avançado tendo em vista essa ambiguidade. Tal passagem em Epínomis 981b/984e é a primeira apresentação clara do éter como um quinto elemento propriamente dito, posto entre o fogo e o ar e sendo a substância do corpo de espíritos (daimones). Mas, de outra forma, ele adotou o sistema clássico de quatro elementos.
Aristóteles, que fora aluno de Platão na Academia, concordou com seu antigo mentor, enfatizando ainda que o fogo às vezes é confundido com o éter. No entanto, em seu livro Sobre o Céu, ele introduziu um novo "primeiro" elemento no sistema dos elementos clássicos da filosofia jônica. Ele acreditava nos quatro elementos do planeta:
- a Água, como Tales de Mileto,
- o Ar, como Anaxímenes,
- o Fogo, como Heráclito,
- a Terra,
- e um hipotético primeiro elemento presente no cosmo.

Ele observou que os quatro elementos clássicos terrestres estavam sujeitos a alterações e naturalmente se moviam linearmente. O primeiro elemento, no entanto, localizado nas regiões celestes e nos corpos celestes, movia-se circularmente e não possuiria nenhuma das qualidades dos elementos clássicos terrestres. Não era quente nem frio, nem molhado nem seco. Com essa adição, o sistema de elementos foi estendido para cinco e, posteriormente, os comentaristas começaram a se referir ao novo primeiro elemento como o quinto e também o chamaram éter, uma palavra que Aristóteles não havia usado.
O éter também não seguia a física aristotélica. O éter era também incapaz de mudança de qualidade ou movimento de quantidade. Era capaz apenas de movimento local. Éter movia-se naturalmente em círculos e não tinha movimento contrário ou antinatural. Aristóteles também tomou nota de que esferas cristalinas feitas de éter mantinham os corpos celestes. A ideia de esferas cristalinas e movimento circular natural do éter levou à explicação de Aristóteles das órbitas observadas de estrelas e planetas em movimento perfeitamente circular no éter cristalino.
Segundo doxógrafos, Aristóteles ensinara que as almas eram formadas do mesmo elemento etéreo das estrelas. Também se atribui a Heráclides do Ponto uma teoria de que o material da alma era etéreo.
Filósofos escolásticos medievais concediam ao éter mudanças de densidade, em que os corpos dos planetas eram considerados mais densos do que o meio que enchia o resto do universo. Robert Fludd afirmou que o éter era de caráter que era "mais sutil que a luz". Fludd cita a visão do século III de Plotino, sobre o éter como penetrante e imaterial. Veja também Arché.
Nas tradições indianas, um termo equivalente ao elemento clássico éter é akasha.

### Quintessência
Quintessência é derivado do nome em latim do quinto elemento (quinta essentia), o qual é tradução do grego pémpte ousía (πέμπτη οὐσία). Foi usado pelos alquimistas medievais para um meio semelhante ou idêntico àquele pensado que formava os corpos celestes. Observou-se que havia muito pouca presença de quintessência na esfera terrestre. Devido à baixa presença de quintessência, a Terra pode ser afetada pelo que ocorre dentro dos corpos celestes. Essa teoria foi desenvolvida no texto do século 14 O testamento de Lullius, atribuído a Ramon Llull. O uso do termo quintessência tornou-se popular na alquimia medieval. A quintessência surgiu do sistema elementar medieval, que consistia nos quatro elementos clássicos, e éter, ou quintessência, além de dois elementos químicos representando metais: enxofre, "a pedra que queima", que caracterizava o princípio da combustibilidade, e mercúrio, que continha o princípio idealizado das propriedades metálicas.
Esse sistema elementar se espalhou rapidamente por toda a Europa e se tornou popular entre os alquimistas, especialmente na alquimia medicinal. A alquimia medicinal buscou então isolar a quintessência e incorporá-la na medicina e nos elixires. Devido à qualidade pura e celestial da quintessência, pensava-se que através de seu consumo alguém pudesse se livrar de quaisquer impurezas ou doenças. No Livro da Quintessência, uma tradução inglesa do século XV de um texto continental, a quintessência foi usada como remédio para muitas doenças do homem. Um processo dado para a criação de quintessência é a destilação de álcool sete vezes. Ao longo dos anos, o termo quintessência tornou-se sinônimo de elixires, alquimia medicinal e a própria pedra filosofal.

## Legado
Pela teoria científica, o éter seria um meio universal que preenche todo o espaço, assim como o ar é o meio de propagação do som. Atualmente, contudo, a existência de tal substância é rejeitada pela maior parte da comunidade científica, embora novas descobertas como a energia escura por vezes motivem a retomada da ideia da existência do éter ou "não vácuo" cósmico.
Com os desenvolvimentos da física do século XVIII, os modelos físicos conhecidos como "teorias do éter" fizeram uso de um conceito semelhante para explicar a propagação de forças eletromagnéticas (na proposta do éter luminífero) e gravitacionais. Desde a década de 1670, Newton usou a ideia de éter para ajudar a combinar as observações com as rígidas regras mecânicas de sua física. No entanto, o éter moderno primitivo tinha pouco em comum com o éter dos elementos clássicos dos quais o nome foi emprestado. Essas teorias do éter são consideradas cientificamente obsoletas, pois o desenvolvimento da relatividade especial mostrou que as equações de Maxwell não exigem o éter para a transmissão dessas forças. No entanto, o próprio Einstein observou que seu próprio modelo, que substituiu essas teorias, poderia ser pensado como um éter, pois implicava que o espaço vazio entre os objetos tinha suas próprias propriedades físicas.
Apesar dos primeiros modelos modernos de éter serem substituídos pela relatividade geral, ocasionalmente alguns físicos tentaram reintroduzir o conceito de éter na tentativa de resolver as deficiências percebidas nos modelos físicos atuais. Um modelo proposto de energia escura foi nomeado "quintessência" por seus proponentes, em homenagem ao elemento clássico. Essa ideia se refere à forma hipotética de energia escura postulada como uma explicação das observações de um universo em aceleração. Também foi chamada de quinta força fundamental.

### Éter e luz
O movimento da luz foi uma investigação de longa data na física por centenas de anos antes do século XX. O uso do éter para descrever esse movimento foi popular durante os séculos XVII e XVIII, incluindo uma teoria proposta por Johann II Bernoulli, que foi reconhecida em 1736 com o prêmio da Academia Francesa. Em sua teoria, todo o espaço é permeado por éter contendo "redemoinhos excessivamente pequenos". Esses redemoinhos permitem ao éter ter uma certa elasticidade, transmitindo vibrações dos pacotes corpusculares de luz à medida que viajam.
Essa teoria do éter luminífero influenciaria a teoria das ondas de luz proposta por Christiaan Huygens, na qual a luz se propagava na forma de ondas longitudinais através de um "meio onipresente, perfeitamente elástico, com densidade zero, chamado éter". Na época, pensava-se que, para que a luz viajasse através do vácuo, devia haver um meio preenchendo o vazio pelo qual ela poderia se propagar, como som através do ar ou ondulações em uma piscina. Mais tarde, quando foi provado que a natureza da onda de luz é transversal em vez de longitudinal, a teoria de Huygens foi substituída por teorias subsequentes propostas por Maxwell, Einstein e de Broglie, que rejeitavam a existência e a necessidade do éter para explicar os vários fenômenos ópticos. Essas teorias foram corroboradas pelos resultados do experimento Michelson-Morley, no qual as evidências para o movimento do éter estavam conclusivamente ausentes. Os resultados do experimento influenciaram muitos físicos da época e contribuíram para o desenvolvimento eventual da teoria da relatividade especial de Einstein.
A ausência de evidências do éter luminífero levou a comunidade científica a reconsiderar as teorias existentes sobre a propagação da luz. Entre 1892 e 1904, Hendrik Lorentz desenvolveu a teoria da eletrônica, que introduziu as transformações de Lorentz para explicar os resultados negativos dos experimentos de detecção do éter. Essas transformações descrevem como as medidas de espaço e tempo se ajustam para observadores em diferentes estados de movimento relativo, preservando a constância da velocidade da luz. Embora a teoria de Lorentz ainda pressupusesse a existência do éter, ela pavimentou o caminho para uma nova compreensão da física.

### Éter e gravitação

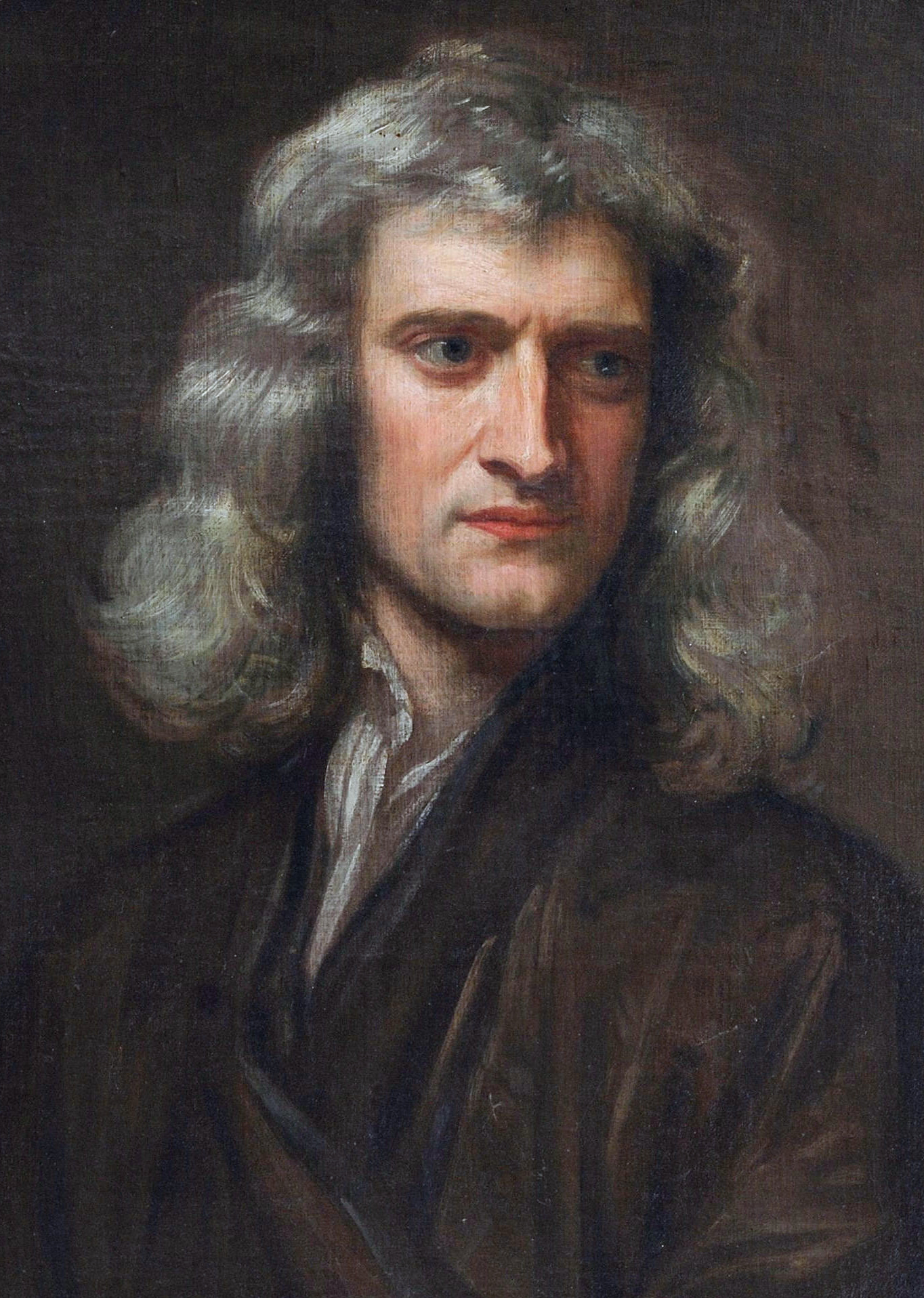
Sir Isaac Newton

O éter tem sido usado em várias teorias gravitacionais como um meio para ajudar a explicar a gravitação e o que a causa. Foi usado em uma das primeiras teorias de gravitação publicadas por Sir Isaac Newton, Philosophiæ Naturalis Principia Mathematica (os Principia). Ele baseou toda a descrição dos movimentos planetários em uma lei teórica das interações dinâmicas. Ele renunciou às tentativas permanentes de explicar essa forma particular de interação entre corpos distantes, introduzindo um mecanismo de propagação através de um meio intermediário. Ele chama esse meio intermediário de éter. Em seu modelo de éter, Newton descreve o éter como um meio que "flui" continuamente para baixo em direção à superfície da Terra e é parcialmente absorvido e parcialmente difundido. Essa "circulação" do éter é aquilo ao que ele associou a força da gravidade para ajudar a explicar a ação da gravidade de uma maneira não mecânica. Essa teoria descrevia diferentes densidades de éter, criando um gradiente de densidade de éter. Sua teoria também explica que o éter era denso dentro dos objetos e raro fora deles. À medida que as partículas do éter mais denso interagem com o éter raro, elas são atraídas de volta ao éter denso, da mesma forma que os vapores de resfriamento da água são atraídos de volta um ao outro para formar água. Nos Principia, ele tenta explicar a elasticidade e o movimento do éter relacionando o éter ao seu modelo estático de fluidos. Essa interação elástica é o que causava a atração da gravidade, de acordo com essa teoria inicial, e permitiu uma explicação para a ação à distância, em vez de ação através do contato direto. Newton também explicou essa rarefação e densidade variáveis do éter em sua carta a Robert Boyle em 1679. Ele também ilustrou o éter e seu campo ao redor dos objetos nesta carta e usou isso como uma maneira de informar Robert Boyle sobre sua teoria. Embora Newton acabou mudando sua teoria da gravitação a uma envolvendo força e as leis do movimento, seu ponto de partida para a compreensão e explicação da gravidade moderna veio de seu modelo do éter original na gravitação.
Em 1905, Albert Einstein apresentou a Teoria da Relatividade Especial, que revolucionou a compreensão do espaço e do tempo. Einstein propôs que as leis da física são as mesmas para todos os observadores inerciais e que a velocidade da luz no vácuo é constante, independentemente do movimento da fonte ou do observador. Essa teoria eliminou a necessidade do éter como meio de propagação, reformulando a compreensão do espaço e do tempo.
A Teoria da Relatividade Especial foi posteriormente confirmada por diversos experimentos e observações, consolidando-se como um dos pilares da física moderna. Além disso, abriu caminho para o desenvolvimento da Teoria da Relatividade Geral, publicada por Einstein em 1915, que expandiu os conceitos da relatividade especial para incluir a gravitação e a aceleração, proporcionando uma descrição mais completa do universo.